# オゴウェ・イヴィンド州
オゴウェ・イヴィンド州 (オゴウェ・イヴィンドしゅう、Ogooué-Ivindo) は、ガボンの州である。面積は46,075km2、人口は76,100人（2020年推定）。州都はマコクーである。

## 下位行政区画

オゴウェ・イヴィンド州の県

- イヴィンド県
- ロップ県（英語版）
- ムヴング県（英語版）
- ザジエ県（英語版）

## 主な都市
- マコクー